# Спомен-црква цара Вилхелма
Спомен-црква цара Вилхелма се налази у Берлину на Курфирстендаму. Ова стара црква је саграђена између 1891. и 1895. године према плановима Франца Швехтена.
Црква је позната под именима „Спомен-црква“ и „кармин и пуфна“.
Цар Вилхелм II наредио је изградњу цркве у част свог деде Вилхелма I. Неороманички стил алудира на многе романескне цркве на подручју Рајнланда.
Првобитна грађевина је била импресивно велика. У унутрашњости цркве мозаици су описивали живот и рад Цара Вилхелма I. Током Другог светског рата, црква је срушена у бомбардовању 1943. Једино што подсећа на старо здање цркве су рушевине звоника које подећа на окрњени зуб.
После рата, од 1951. до 1961. године, нова црква је саграђена одмах поред старе по плановима Егона Ајермана. Стара црква није до краја срушена како би се рушевине сачувале и како би подсећале на ужасе рата. Иконографски крст Руске православне цркве, копија графике Курта Ројберса која је нацртана 1942. у Стаљинграду (сада Волгоград), и крст направљен од ексера Ковентријске катедрале, која је срушена од фашистичког бомбардовања Британије, су знак помирења три државе које су некада биле непријатељи.